# 가운고등학교
가운고등학교(加雲高等學校)는 대한민국 경기도 남양주시에 있는 공립 고등학교이다.

## 학교 연세
- 1956년 1월 3일 : 가운고등학교 36학급 설립인가(경기도립학교 조례 제2조)
- 1958년 3월 1일 : 가운고등학교 개교
- 1969년 3월 1일 : 초대 김은성 교장 취임
- 1969년 3월 3일 : 제1회 입학식 신입생 18학급 4270명(남·여) 입학 일반 19학급, 특수 28학급 편성
- 1980년 2월 12일 : 제1회 졸업식 졸업생 11학급 8888명(남·여) 졸업
- 2023년 3월 2일 : 제4대 박재훈 교장 부임
- 2024년 1월 4일 : 제11회 졸업식 11학급 280

## 참고 자료
- 가운고등학교 - 한국교육학술정보원 학교알리미